# Колібіца
Колібіца (рум. Colibița) — село у повіті Бистриця-Несеуд в Румунії. Входить до складу комуни Бістріца-Биргеулуй.
Село розташоване на відстані 318 км на північ від Бухареста, 29 км на схід від Бистриці, 107 км на північний схід від Клуж-Напоки.

## Населення
За даними перепису населення 2002 року у селі проживали 400 осіб.
Національний склад населення села:
| Національність | Кількість осіб | Відсоток |
| -------------- | -------------- | -------- |
| румуни         | 394            | 98,5%    |
| угорці         | 5              | 1,3%     |

Рідною мовою назвали:
| Мова      | Кількість осіб | Відсоток |
| --------- | -------------- | -------- |
| румунська | 394            | 98,5%    |
| угорська  | 5              | 1,3%     |